# Breathe (песня Jax Jones)
«Breathe» (с англ. — «Дышать») — песня английского диджея и продюсера Jax Jones, записанная при участии норвежской певицы Ины Вролдсен и соавтором Фредом Гибсоном. Песня была выпущена 1 декабря 2017 года в качестве сингла, лейблом Polydor Records. Текст песни был написан Тимучином Алуо, Фредом Гибсоном, Узо Эмэнике, Иной Вролдсен и Ульямом Кларки.
Песня заняла седьмое место в UK Singles Chart, четвертое место в чарте Ирландии и пятое в чарте Шотландии.

## Музыкальное видео
Музыкальный клип на песню вышел 23 января 2018 года, на официальном канале Jax Jones на YouTube.
Действия в клипе начинается в холле музея. Перед зрителем предстают два танцора - парень и девушка. Они перемещаются по разным залам здания и выходят на крышу, при том все время танцуя. На некоторых кадрах появляется третий персонаж с  причудливой маской, скрывающей лицо. Сами же артисты в клипе не появляются.

## Использование
В начале лета 2018 года, песня использовалось торговым домом El Corte Inglés для рекламы по телевидению в Испании и Португалии.

## Издания
- Цифровая загрузка[5]

1. «Breathe» (featuring Ina Wroldsen) — 3:27

- Цифровая загрузка — acoustic version[6]

1. «Breathe» (featuring Ina Wroldsen) (acoustic) — 3:51

- Цифровая загрузка — Boston Bun Remix[7]

1. «Breathe» (featuring Ina Wroldsen) (Boston Bun Remix) — 3:55

## Участники записи
По данным с сайта Tidal.
- Тимучин Алуо — композитор, автор текста, ассоциированный исполнитель, продюсер, бас-гитара, ударные, синтезатор.
- Ина Вролдсен — композитор, автор текста, ассоциированный исполнитель, вокал.
- Марк Ральф — продюсер, ассоциированный продюсер, микшер, студийный персонал.
- Ульям Кларки — композитор, автор текста, ассоциированный исполнитель, ударные, программист, синтезатор.
- Узо Эмэнике — композитор, автор текста, ассоциированный вокал, ассоциированный исполнитель,
- Фред Гибсон — композитор, автор текста, ассоциированный исполнитель, гитара,  вокал.
- Дэвид Кларки — композитор, автор текста

## Чарты и сертификация
| Чарт (2017–18)                             | Лучшая позиция |
| ------------------------------------------ | -------------- |
| Австрия (Ö3 Austria Top 40)                | 14             |
| Бельгия/Фландрия (Ultratop 50)             | 14             |
| Бельгия/Фландрия (Ultratop Dance)          | 3              |
| Бельгия/Валлония (Ultratop 50)             | 6              |
| Croatia (HRT)                              | 1              |
| СНГ (TopHit)                               | 1              |
| Чехия (Singles Digitál Top 100)            | 85             |
| Франция (SNEP)                             | 95             |
| Германия (GfK)                             | 15             |
| Greece International Digital (IFPI Greece) | 14             |
| Венгрия (Rádiós Top 40)                    | 1              |
| Венгрия (Dance Top 40)                     | 8              |
| Венгрия (Single Top 40)                    | 3              |
| Венгрия (Stream Top 40)                    | 14             |
| Ireland (IRMA)                             | 4              |
| Mexico Airplay (Billboard)                 | 1              |
| Нидерланды (Dutch Top 40)                  | 22             |
| Нидерланды (Single Top 100)                | 51             |
| Польша (Polish Airplay Top 100)            | 1              |
| Португалия (AFP)                           | 63             |
| Romania (Airplay 100)                      | 5              |
| Россия (TopHit)                            | 1              |
| Шотландия (OCC Scotland)                   | 5              |
| Словакия (Rádio — Top 100)                 | 45             |
| Словакия (Singles Digitál Top 100)         | 6              |
| Slovenia (SloTop50)                        | 13             |
| Spain (PROMUSICAE)                         | 53             |
| Sweden Heatseeker (Sverigetopplistan)      | 2              |
| Швейцария (Schweizer Hitparade)            | 13             |
| Великобритания (OCC UK Singles)            | 7              |
| Великобритания (OCC UK Dance)              | 1              |
| Украина (TopHit)                           | 10             |
| США (Billboard Dance Club Songs)           | 39             |
| США (Billboard Hot Dance/Electronic Songs) | 12             |

| Чарт (2018)                          | Позиция |
| ------------------------------------ | ------- |
| Belgium (Ultratop Flanders)          | 44      |
| Belgium (Ultratop Wallonia)          | 34      |
| Germany (Official German Charts)     | 45      |
| CIS (Tophit)                         | 3       |
| Ireland (IRMA)                       | 30      |
| Poland (ZPAV)                        | 8       |
| Romania (Airplay 100)                | 37      |
| Russia (Tophit)                      | 1       |
| Slovenia (SloTop50)                  | 15      |
| Switzerland (Schweizer Hitparade)    | 62      |
| UK Singles (Official Charts Company) | 39      |

| Регион                                                                      | Сертификация  | Продажи |
| --------------------------------------------------------------------------- | ------------- | ------- |
| Австралия (ARIA)                                                            | Платиновый    | 70 000  |
| Бельгия (BEA)                                                               | Золотой       | 10 000  |
| Канада (Music Canada)                                                       | Платиновый    | 80 000  |
| Дания (IFPI Danmark)                                                        | Золотой       | 45 000  |
| Германия (BVMI)                                                             | Платиновый    | 400 000 |
| Италия (FIMI)                                                               | Золотой       | 25 000  |
| Польша (ZPAV)                                                               | 2× Платиновый | 100 000 |
| Испания (PROMUSICAE)                                                        | Золотой       | 20 000  |
| Великобритания (BPI)                                                        | Платиновый    | 600 000 |
| Данные о продажах + прослушиваниях приведены только на основе сертификации. |               |         |

## История релиза
| Регион    | Дата            | Формат                        | Версия           | Издатель | Прим. |
| --------- | --------------- | ----------------------------- | ---------------- | -------- | ----- |
| Различные | 01 декабря 2017 | цифровая дистрибуция стриминг | Оригинал         | Polydor  | [ 5 ] |
| Различные | 16 февраля 2018 | цифровая дистрибуция стриминг | Acoustic version | Polydor  | [ 6 ] |
| Различные | 30 марта 2018   | цифровая дистрибуция стриминг | Boston Bun Remix | Polydor  | [ 7 ] |